# Barbro Dillner-Höglund
Barbro Dillner-Höglund, född 11 maj 1909 i Östersund, död 29 juli 1988 i Järfälla, var en svensk konstnär.
Hon var dotter till bergsingenjören Olov Dillner och Maria Vilhelmina Lööv samt från 1947 gift med Åke Alex Höglund (1917–1959).
Dillner-Höglund var som konstnär autodidakt. Hennes konst består av interiörer, blomstermotiv, enstaka porträtt och landskapsvyer från Norrland, ofta med fäbodar. Dillner-Höglund är representerad i Haverö hembygdsförening i Medelpad med porträtteckningar i kol.